# St. Martin (Holzheim)

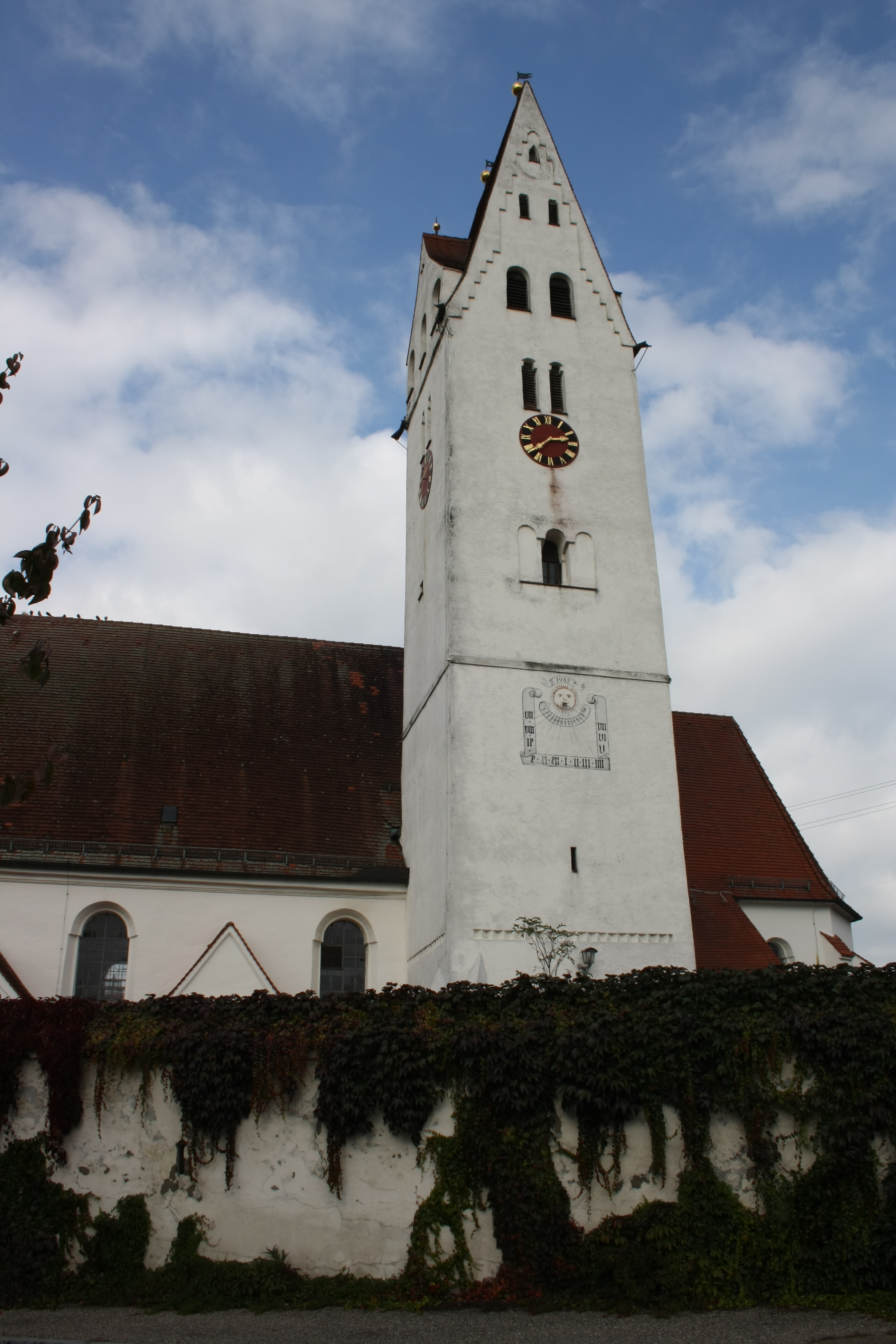
Katholische Pfarrkirche St. Martin, Ansicht von Süden, Turm mit Satteldach und Zwerchhaus

Die römisch-katholische Pfarrkirche St. Martin in Holzheim, einer Gemeinde im Landkreis Dillingen an der Donau im bayerischen Regierungsbezirk Schwaben, ist ein gotischer Bau aus dem frühen 16. Jahrhundert, der zu Beginn des 18. Jahrhunderts barock umgestaltet wurde. Der Stuckdekor weist bereits Formen und Farbtöne des frühen Rokoko auf. Die Kirche liegt in einem ummauerten Friedhof inmitten des Ortes.

## Geschichte der Pfarrei
Aufgrund des Patroziniums des hl. Martins wird die Gründung der Pfarrei, zu der bis ins 19. Jahrhundert auch Eppisburg, Weisingen und Heudorf gehörten, bereits in fränkischer Zeit vermutet. 1150 wird Holzheim zum ersten Mal schriftlich in einer Urkunde des Augsburger Bischofs Walter I. von Dillingen erwähnt. Aus diesem Dokument geht hervor, dass der Priester Agilward die wegen ihres hohen Alters als auch wegen Vernachlässigung eingestürzte Kirche wiederaufbauen ließ. In einer Urkunde aus dem Jahr 1220 bestätigte Bischof Siegfried III. von Rechberg dem Domkapitel von Augsburg das Patronatsrecht, das es bis zur Säkularisation ausüben sollte. 1360 erwarb das Augsburger Domkapitel von Herzog Friedrich von Teck auch die Grundherrschaft in Holzheim.

## Baugeschichte
Für das Jahr 1437 ist der Wiederaufbau der Kirche nach einem Brand dokumentiert. Weitere Baumaßnahmen sind in den Rezessionalien (Beschlussbücher) des Augsburger Domkapitels für das Jahr 1506 vermerkt. Aus dieser Zeit stammen das Langhaus, der Chor und der obere Teil des Turmes mit seinem steilen, begiebelten Satteldach. Auch 1606 wurden Arbeiten an der wieder baufällig gewordenen Kirche durchgeführt. Ab 1680 wurde die Kirche im Stil des Barock umgestaltet. Neue Altäre wurden geschaffen, die Empore erweitert (1717/18) und die Fenster vergrößert (1721/22). Thomas Gering aus Günzburg wurde mit der Stuckierung von Chor und Langhaus beauftragt. Der Maler Anton Wenzeslaus Haffe aus Dillingen führte die Deckenfresken aus, die im Chor noch erhalten sind. 1759 wurde die Kirche nach Westen verlängert. Ende des 19. Jahrhunderts wurde beim Einbau einer neuen Orgel das obere Geschoss der einstigen Doppelempore abgebrochen.

## Architektur

### Außenbau
Die Kirche ist aus verputztem Ziegelmauerwerk errichtet. An der Südseite des Langhauses erhebt sich, 33 Meter hoch, der nahezu quadratische, siebengeschossige Turm, dessen drei Giebelgeschosse mit einem steilen Satteldach gedeckt sind. Im Osten und Westen des Glockengeschosses sitzen begiebelte Zwerchhäuser mit je drei korbbogigen Schallfenstern. Die oberen Geschosse des Turms weisen gekuppelte rund- bzw. segmentbogige Klangarkaden auf. Der Eingang mit modern verändertem Vorzeichen befindet sich an der Südseite der Kirche.

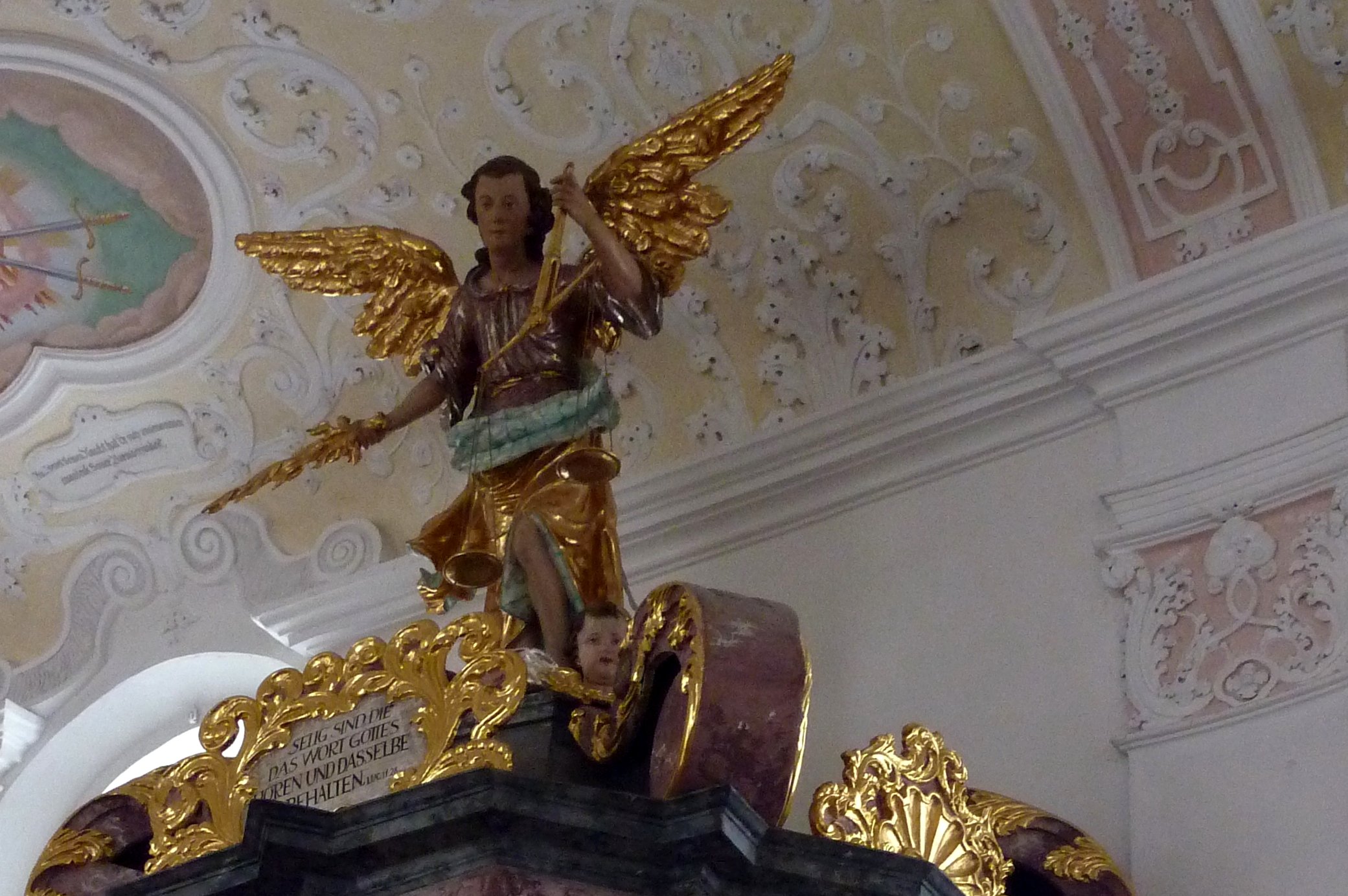
Skulptur des Erzengels Michael auf dem Schalldeckel der Kanzel, Franz Schefferle zugeschrieben, um 1680

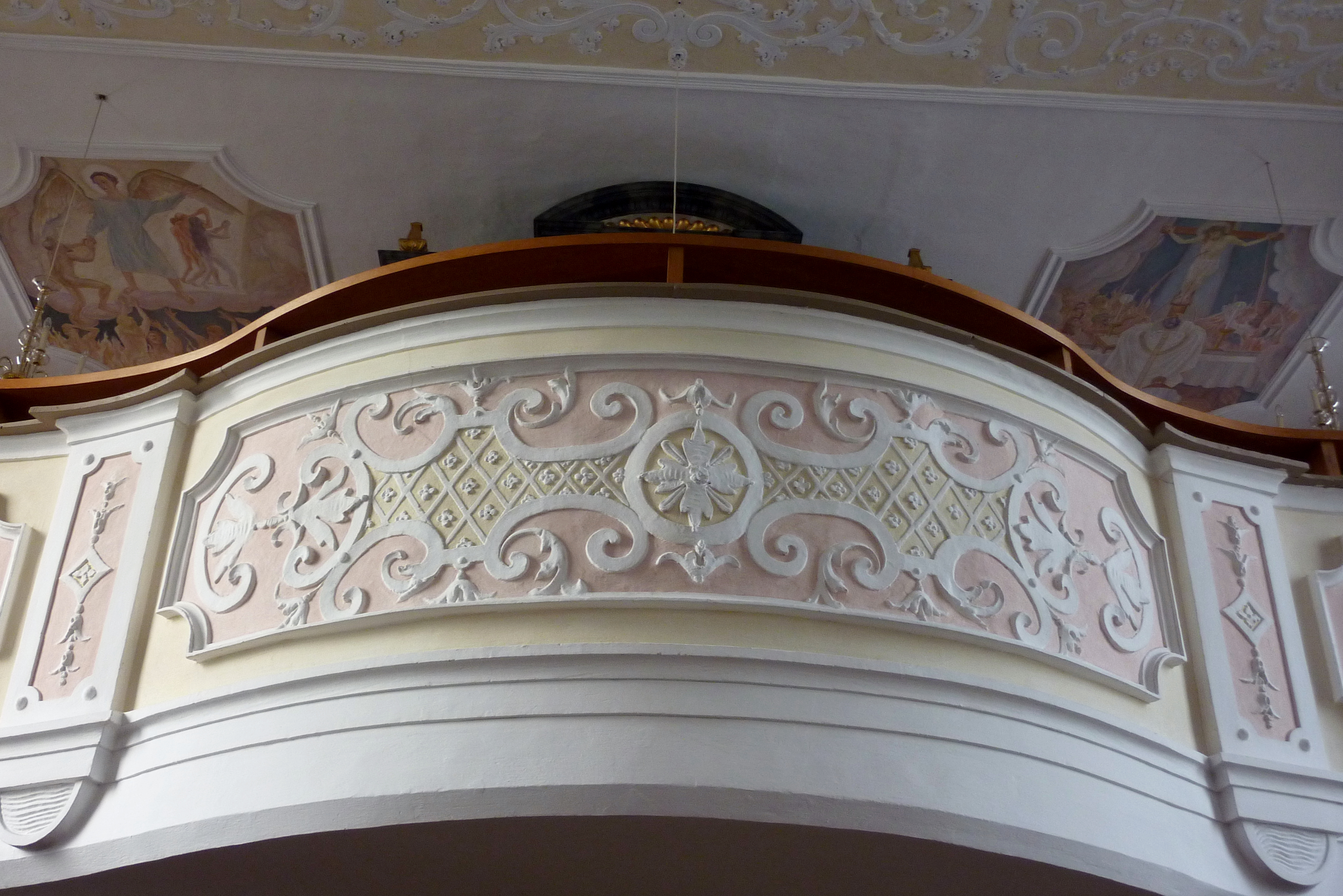
Brüstung der Orgelempore

### Innenraum
Das einschiffige Langhaus ist durch flache Pilaster mit Stuckkapitellen in drei Joche unterteilt und mit einer von Gurtbögen unterfangenen Flachdecke gedeckt. Im Osten schließt sich der um eine Stufe erhöhte, dreiseitig geschlossene Chor an. Das ursprünglich gotische Kreuzrippengewölbe wurde bei der barocken Umgestaltung durch ein Tonnengewölbe mit Stichkappen über den Fenstern und korbbogigem Chorbogen ersetzt. Den westlichen Abschluss bildet eine geschweifte Empore, die auf Holzsäulen aufliegt und die Orgel trägt.

## Stuck und Fresken
Der Stuckdekor wurde 1722 im Stil des frühen Rokoko geschaffen. Die Jahreszahl befindet sich an der Ostseite des Chorbogens. Die gesamte Decke des Langhauses und des Chores sowie die Zwickel über dem Chorbogen sind mit Stuck in Form von Akanthusranken und Laubwerk in weiß auf rötlichem oder gelbem Grund verziert.
Die Fresken des Langhauses sind Neuschöpfungen von 1954/55. Ihr Bildprogramm ist Maria gewidmet, der Unbefleckten Empfängnis Marias, den Lobpreisungen aus der lauretanischen Litanei, der Himmelskönigin und der Mater Dolorosa, deren Herz von sieben Schwertern, dem Symbol für die Sieben Schmerzen Mariens, durchbohrt wird.
Die beiden oval umrahmten Fresken des Chores stammen aus der Zeit der barocken Umgestaltung und wurden von Anton Wenzeslaus Haffe ausgeführt. Sie stellen den heiligen Martin dar, den Schutzpatron der Kirche, der einen Toten zum Leben erweckt, und seinen eigenen Tod.
Die Deckenbilder der Empore mit der Darstellung der Befreiung der Seelen aus dem Fegefeuer erinnern an die seit 1685 in Holzheim bestehende Arme-Seelen-Bruderschaft.

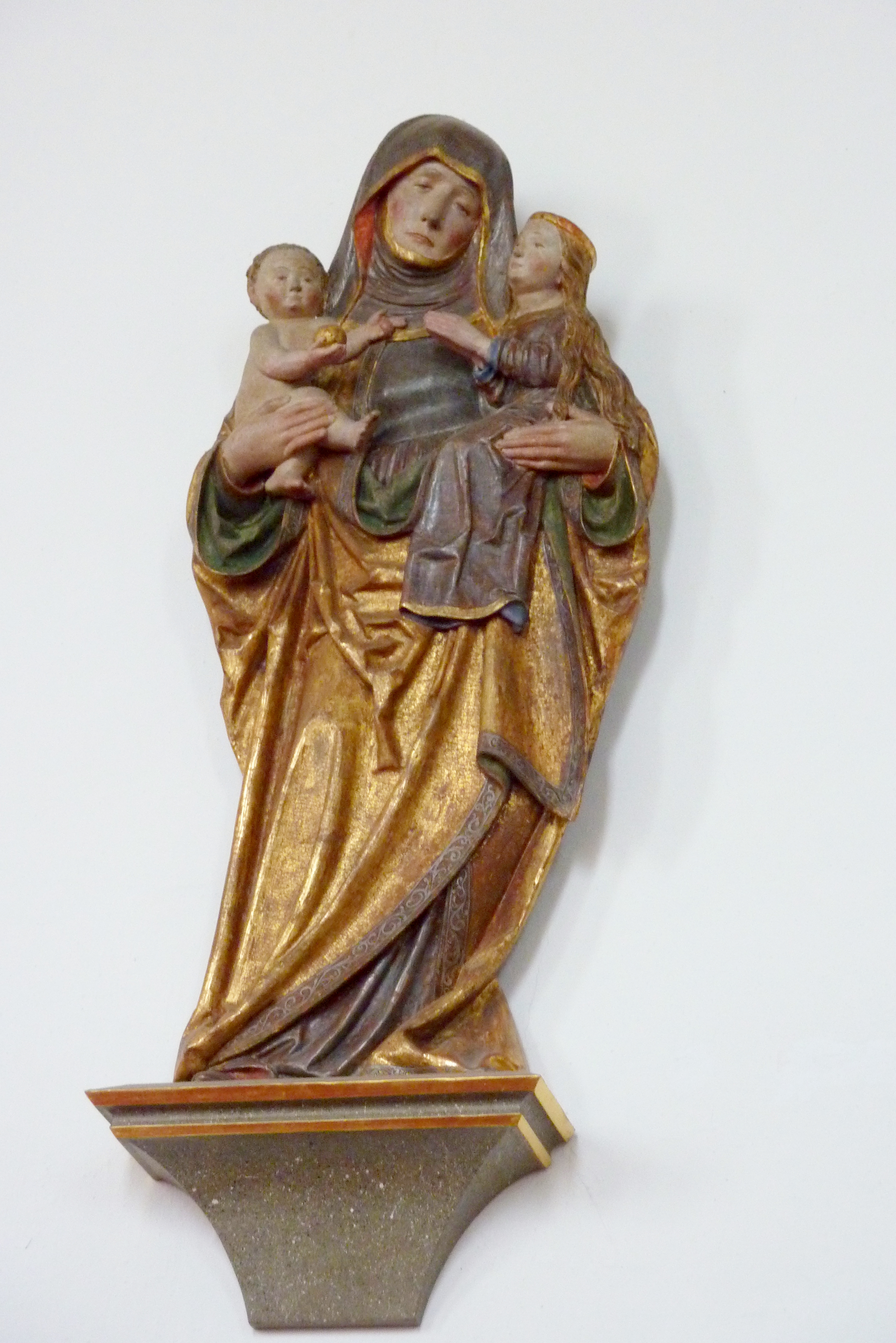
Relief der heiligen Anna selbdritt, Ulmer Schule, um 1500

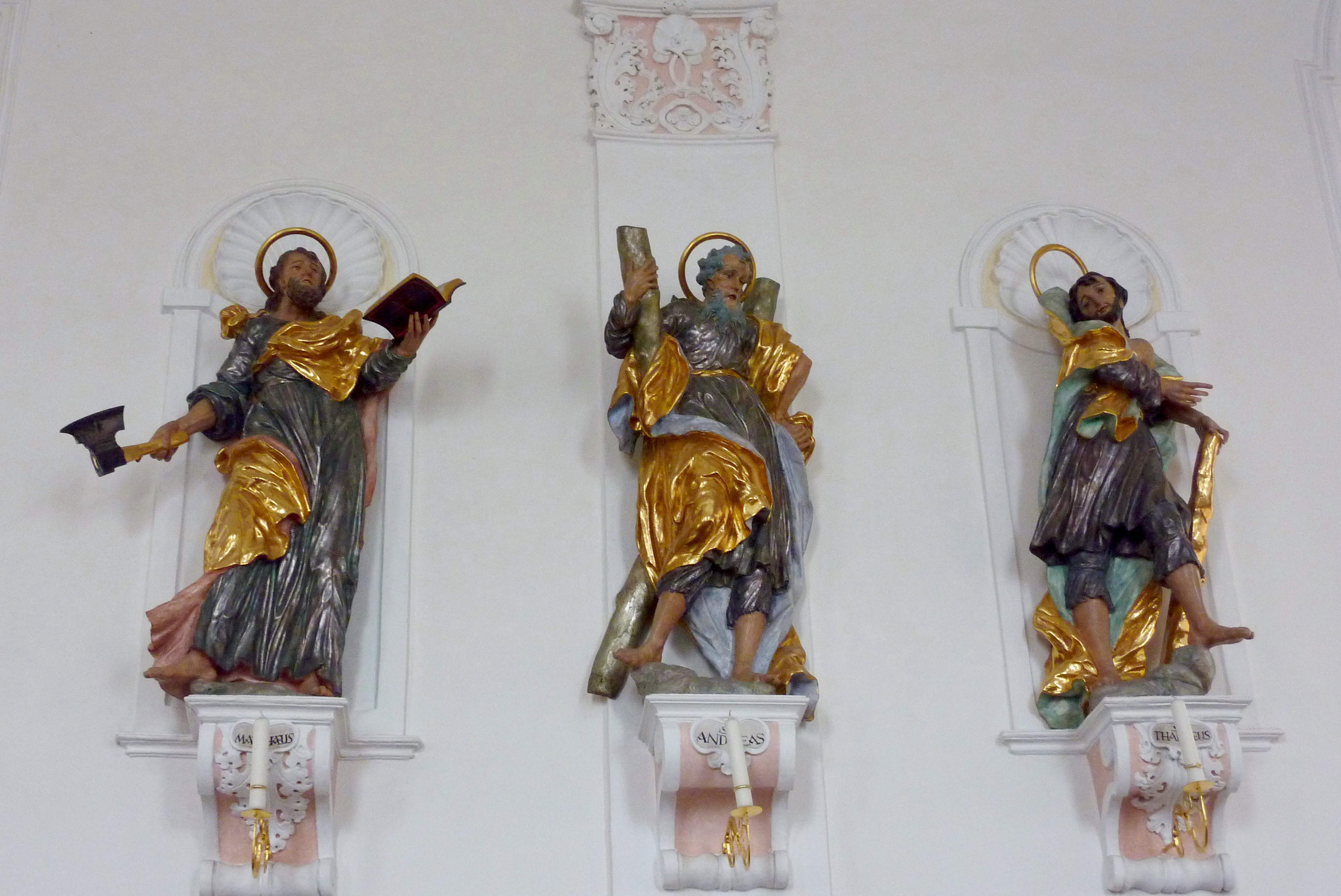
Apostelfiguren, Matthias, Andreas, Judas Thaddäus, von Stephan Luidl, 1722

## Ausstattung
Den Hochaltar schmücken vergoldete Engelfiguren und ein Altarblatt, auf dem die Verherrlichung des heiligen Martins dargestellt ist. Das Gemälde stammt von dem Dillinger Maler Vitus Felix Rigl und wird in das Jahr 1761 datiert. Im Altarauszug steht eine bekrönte Madonnenfigur mit Jesuskind, umgeben von einem mit Engelsköpfen besetzten Strahlenkranz, aus dem Ende des 17. Jahrhunderts. Das Antependium und der Tabernakel von Johann Michael Fischer sind bereits mit Muscheldekor im Stil des Rokoko versehen.
Der rechte Seitenaltar, der Marienaltar, stellt auf dem Altarblatt Maria als Rosenkranzkönigin dar, ein Gemälde aus dem Jahr 1722 von Anton Wenzeslaus Haffe. Die Skulpturen der Eltern Marias, des heiligen Joachim und der heiligen Anna, als Anna selbdritt dargestellt, werden Franz Schefferle aus Lauingen zugeschrieben und in das Jahr 1680 datiert. Nur die Figur Marias als Kind ist eine moderne Nachbildung. Das ovale Auszugsbild ist dem heiligen Leonhard gewidmet. Den Altar bekrönt eine Skulptur des heiligen Ulrich, vermutlich ebenfalls von Franz Schefferle.
Das Altarblatt des linken Seitenaltars, der Josephsaltar, zeigt den heiligen Joseph und den heiligen Antonius. Das Bild des Auszugs stellt den heiligen Vitus dar. Darüber steht die Figur des von Pfeilen durchbohrten heiligen Sebastian, der wie die großen Skulpturen des heiligen Zacharias und der heiligen Elisabeth mit dem Johannesknaben Franz Schefferle zugeschrieben wird.
Die Kanzel stammt aus dem Jahr 1715. Am Kanzelkorb sind Christus und die vier Evangelisten mit ihren Symbolen dargestellt. Die Skulpturen entstammen vermutlich der Werkstatt von Johann Baptist Libigo und Stephan Luidl. Der Schalldeckel ist bekrönt mit der Schnitzfigur des Erzengels Michael, die um 1680 datiert und Franz Schefferle zugeschrieben wird.
Die Skulpturen von Christus und den Zwölf Aposteln, die auf Konsolen im Langhaus stehen, wurden 1722 von Stephan Luidl geschaffen. Bei der Restaurierung der Kirche 1954 erhielten sie eine neue Fassung.
Der heilige Johannes Nepomuk und der heilige Florian, beide um 1730, werden ebenfalls Stephan Luidl zugeschrieben. Die Figur des heiligen Rochus wird auf 1680 datiert. Auch Johannes der Täufer über dem modernen Taufbecken und die kleine Marienfigur auf der Prozessionsstange sind vermutlich schon vor 1700 entstanden.
Die älteste Skulptur der Kirche ist ein Holzrelief der Anna selbdritt aus der Ulmer Schule und stammt aus der Zeit um 1500. Die heilige Anna hält das Jesuskind auf dem rechten Arm und auf dem linken Arm ihre Tochter Maria, die ebenfalls als Kind dargestellt ist.